# Danilo Samaniego
Danilo Samaniego (Quito, Provincia de Pichincha, Ecuador, 22 de diciembre de 1964) es un exfutbolista ecuatoriano que jugaba de defensa. Es papá del jugador Daniel Samaniego.

## Trayectoria
Debutó en Liga de Quito en 1982, es uno de los jugadores históricos de Liga de Quito y parte de los planteles campeones de 1990 y 1998. Es el segundo jugador con más partidos jugados por campeonato nacional en LDU solo superado por Néicer Reasco. Hizo casi toda su carrera en LDU, solo en 1996 jugó cedido a préstamo en Deportivo Quito. Se retiró en 1998 y en el campeonato de 1999 fue uno de los asistentes técnicos de Manuel Pellegrini.

## Selección nacional
Jugó 1 partido por la Selección de fútbol de Ecuador y no anotó.

## Clubes
| Club            | País    | Año         |
| --------------- | ------- | ----------- |
| Liga de Quito   | Ecuador | 1982 - 1995 |
| Deportivo Quito | Ecuador | 1996        |
| Liga de Quito   | Ecuador | 1997 - 1998 |

## Palmarés
| Título                 | Club          | País    | Año  |
| ---------------------- | ------------- | ------- | ---- |
| Campeonato Ecuatoriano | Liga de Quito | Ecuador | 1990 |
| Campeonato Ecuatoriano | Liga de Quito | Ecuador | 1998 |